# Селиаккайоки
Селиаккайоки (устар. Селиакка-йоки (Быстрая)) — река в России, протекает в Мурманской области. Устье реки находится по правому берегу озера Арвалдемломполо. Длина реки составляет 20 км, площадь водосборного бассейна 58,6 км².
В бассейне реки находится комбинат «Печенганикель», месторождение «Спутник» и Центральный карьер.

## Данные водного реестра
По данным государственного водного реестра России относится к Баренцево-Беломорскому бассейновому округу, водохозяйственный участок реки — Печенга. Речной бассейн реки — бассейны рек Кольского полуострова, впадает в Баренцево море.
Код объекта в государственном водном реестре — 02010000212101000000374.